# Siphonophora alevata
Siphonophora alevata är en mångfotingart som beskrevs av Loomis 1972. Siphonophora alevata ingår i släktet Siphonophora och familjen Siphonophoridae. Inga underarter finns listade i Catalogue of Life.